# Cedar Township (comté de Pettis, Missouri)
Cedar Township est un ancien township, situé dans le comté de Pettis, dans le Missouri, aux États-Unis,.
Le township est baptisé en référence aux cèdres, en anglais : cedar, présents dans ses frontières.

### Source de la traduction
- (en) Cet article est partiellement ou en totalité issu de l’article de Wikipédia en anglais intitulé « Cedar Township, Perry County, Missouri » (voir la liste des auteurs).